# Psittacula eques
La cotorra de Mauricio (Psittacula eques) es una especie de ave psitaciforme de la familia Psittaculidae endémica de la isla africana de Mauricio. Se encuentra en peligro de extinción, ya que población salvaje no llega a los 100 ejemplares.

## Descripción
En términos generales es similar a su pariente vivo más cercano la cotorra de Kramer, salvo que la cotorra de Mauricio es más robusta y tiene la cola considerablemente más corta, y posee un tono verde esmeralda más intenso en su plumaje. Las hembras carecen del collar que presentan los machos en la base de la cabeza, negro en la parte frontal y rojo en los laterales, y tienen el pico totalmente negro, lo que también les diferencia de los machos que tienen la mandíbula superior roja. Esta última característica es compartida con la cotorra pechirroja, la cotorra de Derby y la cotorra de Nicobar que están próximamente emparentadas entre sí, y no tanto con la cotorra de Mauricio; mientras que su pariente más cercano la cotorra de Kramer, y también la cotorra alejandrina, presenta ambos sexos con el pico rojo.

## Taxonomía
Su taxonomía ha sido discutida. En un principio se describió a la cotorra de Mauricio como endémica de la isa de Mauricio con el nombre científico de Psittacula echo. Posteriormente se consideraría que era conespecífica de la extinta cotorra de Reunión (Psittacula eques), e incluso que sería una subespecie de la cotorra de Kramer. Los pocos restos que quedan de la cotorra de Reunión han contribuido a la confusión, ésta se conoce solo por algunas descripciones e ilustraciones del corto periodo desde su descubrimiento hasta su extinción, y por una supuesta piel conservada en el Museo Real de Escocia, de la que no se ha conseguido obtener material genético. Al no existir diferencias significativas de tamaño y en el plumaje (solo se diferencian en el color del collar) entre las descripciones de las extintas cotorras de Reunión y las actuales supervivientes de Mauricio y su proximidad geográfica, ambas islas pertenecen al archipiélago de las Mascareñas, en la actualidad se consideran generalizadamente de la misma especie, predominando el nombre eques por su antigüedad, por lo que la población viva en Mauricio pertenece a la subespecie P. eques echo y las extintas de Reunión  P. eques eques.
En cualquier caso los estudios de ADN indican que las cotorras de Mauricio forman un clado junto con las cotorras de Kramer (P. krameri).

### Evolución
Muchas aves endémica de las islas Mascareñas, tanto las especies vivas como las extintas, proceden de ancestros de sur de Asia, incluido el dodo, este origen asiático también se ha teorizado para sus loros. En el Pleistoceno el nivel del mar era menor, por lo que habría más islas y sería posible que las especies se desplazaran saltando de isla en isla hasta las más remotas. De los ocho loros endémicos de las Mascareñas, se han extinguido todos menos la cotorra de Mauricio. A pesar de que son poco conocidos, sus restos fósiles muestran que compartían algunas características como cabezas y mandíbulas grandes, elementos pectorales reducidos y patas robustas. Julian Hume sugirió que tendrían un origen común en una radiación de Psittaculini, basándose en sus características morfológicas y el hecho de que los miembros de Psittacula han conseguido colonizar muchas islas remotas del océano Índico. Este grupo podría haber invadido la región varias veces, y divergir en los puntos calientes antes de que las Mascareñas surgieran del mar. Sin embargo un estudio genético de 2012 situó al loro de las Mascareñas entre las subespecies del loro negro procedente de Madagascar y las islas cercanas, y por tanto no estaba emparentado con las cotorras de Psittacula. Esto resultó sorprendente debido a las similitudes anatómicas que tenía con otros loros de las Mascareñas que se cree que son psittacúlidos.